# 버스타밤
버스타밤(1999년 ~)은 대한민국의 래퍼다. 2020년 정규 앨범 《Ragga Fyah》로 데뷔했다.

## 방송
- 방구석 래퍼 (2022) - Top16(12위)
- 쇼미더머니 11 (2022) - 1차 예선 탈락

## 음반
- Ragga Fyah (2020)
- Drunken (2021)
- New Bomb (2021)
- No Rule (2021)
- Watch Out (2021)
- Mo Fyah (2022)
- Weh Mi Name (2022)
- One Drop (2022)